# Картаген трябва да се разруши
„Картаген трябва да се разруши“ или „Картаген трябва да се унищожи“ е крилата фраза на римския политик Марк Порций Катон Стари, консул през 195 и цензор през 184 година пр.н.е.
В последните години на Пуническите войни Катон винаги завършва речите си в Римския сенат с тези думи „Освен това мисля, че Картаген трябва да се разруши.“ (на латински: Ceterum censeo Carthaginem esse delendam), дори когато в речите му не става дума за Картаген. Картаген е разрушен от римляните след края на Третата пуническа война през 146 пр.н.е.
Крилатата фраза се използва за настойчиво искане, като израз (в реторическо изказване), който е повтарян натрапчиво, за да подтикне към някакъв вид действие.

## Употреби
Фразата е разпространена в няколко варианта, които са латински реконструкции: (Ceterum censeo) Carthaginem esse delendam – латински превод на гръцкото изречение от Плутарх или в кратката форма Carthago delenda est и Delenda est Carthago, Картаген трябва да бъде разрушен. Фразата има и парафрази като Ceterum censeo praefationem non esse scribendam, Освен това мисля, че предговори не трябва да се пишат.